# Eva Bal
Pour les articles homonymes, voir Bal (homonymie).
Eva Bal (connue aussi comme Eva Elisabeth, baronne Gerretsen), née le 25 juin 1938 à La Haye et morte le 9 mai 2021 est une metteuse en scène néerlandaise, pionnière dans le domaine du théâtre jeunesse.

## Biographie

### Vie privée
Eva Elisabeth Gerretsen naît le 25 juin 1938 à La Haye. En 1960 elle obtient son diplôme en arts dramatiques de la Hogeschool voor Dramatische Kunst d'Utrecht,. En 1966 elle épouse August Bal, dont elle prend le nom et avec qui elle aura trois enfants : Martijn Bal, Sarah Bal (psychologue et thérapeute comportementale) et Vincent Bal (réalisateur de films),. August Bal décède en 1984 et elle se remarie par la suite, avec Walter Mareen.
Elle décède le 9 mai 2021 après avoir souffert pendant plusieurs années de la maladie d'Alzheimer,.

### Carrière
Elle arrive en Belgique en 1961, pour donner des cours d'expression dramatique. Elle déménage en Flandres en 1963 et travaille pour le ministère de la Culture à donner une nouvelle impulsion au théâtre pour la jeunesse.
En 1978, Bal fonde le centre de théâtre pour les jeunes Speelteater Gent, où jeunes et enfants peuvent assister à des ateliers de théâtre. En 1993, le centre emménage au Kopergietery, une ancienne fonderie de cuivre dans le centre de Gand, et est maintenant connu sous ce nom. Elle développe sa méthode, « de l'improvisation au théâtre ».
Elle collabore avec Raymond Bossaerts, Frans Van der Aa et Mia Grijp, et voyage dans le pays ainsi qu'à l'international.  Elle crée des performances pour, entre autres, Jeugd & Theatre, le Beursschouwburg, l'Arca Theater de Gand et le Brussels Kamertoneel.
Après la guerre en Yougoslavie, elle travaille avec des enfants à Zagreb.
Elle a été professeure à la Hogeschool voor Theater à Maestricht et au Conservatoire de Gand.
Elle est la cofondatrice de l’International Youth Theatre. Elle est membre du Raad voor Cultuur de la Communauté flamande de Belgique.
En 2003, Eva Bal transmet la direction artistique du Kopergierty à Johan De Smet.

## Œuvres
- 1976 : Vreemd kind in je straat
- 1983 : De Boot
- 1987 : Wie troost Muu?
- 1991 : Landschap van Laura (réalisé avec Alain Platel)
- 1992 : De tuin (réalisé avec Alain Platel)

## Distinctions et influence
- Lauréate du Prix Wanda Reumer
- Plusieurs fois lauréate du Prix Signaal, notamment pour Wie troost Muu?[4]

Le 3 septembre 2000, elle est anoblie et élevée au rang de baronne par le roi Albert II, pour son engagement et son travail pionnier dans le théâtre pour les jeunes. Sa devise est Het Kan. Le metteur en scène et chorégraphe Alain Platel considère que l'influence d'Eva Bal s'étend au-delà de l'Europe : « Jusqu'à Eva Bal, les enfants étaient une sorte de décor au théâtre, avec quelques phrases de texte. Eva a pris les enfants très au sérieux et a travaillé avec eux et pour eux à un haut niveau ».